# Дару (Сьерра-Леоне)
Дару — маленький город в округе Кайлахун в Восточной провинции Сьерра-Леоне с населением 5958 чел.(по состоянию на 2010 год). Дару находится в 40 км от Кенемы.
В Дару находится одна из крупнейших военных казарм в Сьерра-Леоне. Здесь родился и вырос один из самых популярных музыкантов Сьерра-Леоне Стиди Бонго.

## Транспорт
Раньше Дару был конечной остановкой ныне не действующей железной дорогой, ведущей от столицы.

## Население
Подавляющее большинство людей, проживающих в городе принадлежат к народу Менде.
95 % населения мусульмане.
Только 14 % населения грамотные.
Средняя продолжительность жизни — 40 лет.
За чертой бедности живёт 90 % населения.